# Григорово (Новгородский район)
Гри́горово (МФА: [grʲiˈgərəvə] произношениео файле) — деревня в Новгородском муниципальном районе Новгородской области, относится к Ермолинскому сельскому поселению.
Деревня расположена в непосредственной близости от областного центра — города Великий Новгород. Западный микрорайон города и Григорово разделяет небольшая река Веряжа. К западу от деревни находятся земли упразднённой деревни Рязанка.

## История
На месте, где сейчас находится деревня Григорово, раньше располагалось сельцо Яковлево (Яковлевское, Яковлева). Сельцо Яковлевское Заверяжского погоста упоминается в документах Новгородской приказной избы начала XVII века. В них описывается находившаяся в сельце небольшая помещичья усадьба, которой владел видный воевода Матвей Семенович Львов (Матвей Большой Семенов Львов), побывавший в королевском лагере Сигизмунда III во время осады Смоленска в 1610 году, а позднее, в 1613 году, состоявший «русским воеводой» при войске Эверта Горна в Старой Руссе. Усадьба имела всего два строения: горницу и повалушу («хоромы ветчаны»). Прежним владельцем этого поместья был новгородский дьяк Андрей Лысцов.
Сельцо Яковлева упоминается в переписи 1710 года («Сказки, поданные переписчику князю Михаилу Васильевичу Мещерскому»):

1710 декабря в __ день …
в Вотцкой пятине в Корельской половине в Заверяжском погосте в деревни сельце Яковлевском на съезжем дворе перед перепищиком перед князем Михаилом Васильевичем Мещерским Софейского дому дьяка Григорья Наумова крестьянин тогож сельца Яковлева …

### В Российской империи
Имение при сельце Яковлево своё название «Григорово» получило в XIX веке, по фамилии помещицы Григоровой. До сих пор сохранился барский дом 1841 года постройки, в котором хозяйка жила до отмены крепостного права в 1861 году.
В 1890 году имение Григорово, принадлежавшее в то время известному в Новгороде общественному деятелю Константину Фёдоровичу Масловскому, выставляется на продажу и его покупает Новгородское губернское земство для организации сельскохозяйственной школы.
17 (29) октября 1891 в Григорово в торжественной обстановке открылась низшая сельскохозяйственная школа второго разряда Новгородского губернского земства. Кроме школы были построены квартиры для учеников, дом для рабочих, дом для молочной, здание водогрейки, парники, сарай сенной для земледельческих орудий, картофельный погреб, скотный двор, мастерские. Школьное хозяйство имело парники, теплицы, питомник садовых деревьев и кустов, скотный двор, телятник, конюшню, пасеку.
В декабре 1898 года в деревне Григорово начала проводить наблюдения метеостанция, которая находилась при сельскохозяйственной школе. Метеоплощадка была оборудована на поляне посреди фруктового сада.
25 ноября (8 декабря) 1901 состоялось освещение и открытие мужской учительской семинарии, учрежденной Новгородским губернским земством в память об убитом императоре Александре II. Помимо главного учебного корпуса, дома для директора и двухэтажного жилого здания для преподавателей, которые были построены к открытию семинарии, в дальнейшем были построены: каменный двухэтажный корпус общежития на 120 мест, двухэтажное жилое здание для преподавателей, дом для обслуживающего персонала; в 1902 году –  баня с прачечной и детский приют; в 1903 году –  ледник с погребом и конюшня с хлевом и погребом. В 1910 году была построена столовая. В 1911 году, по случаю 50-летия отмены крепостного права к деревянному учебному корпусу пристроили большой кирпичный актовый зал, который зимой использовался и как спортивный.
В 1905 году губернское собрание постановило закрыть сельскохозяйственную школу. В 1906 году метеоплощадку из сада бывшей сельскохозяйственной школы переносят во двор семинарии. Метеостанция в деревне Григорово поменяет своё местоположение ещё несколько раз (в 1926, 1931 и 1944 годах) и проработает до 1950 года, за исключением периода Гражданской войны и Великой Отечественной войны.
26 марта (8 апреля) 1913 земским губернским собранием было принято решение: «Соорудить при Григоровской учительской семинарии в память 300-летия Царственного Дома Романовых каменное одноэтажное здание для образцового училища и особо от него каменную церковь». Осенью 1913 года начато возведение церкви по проекту Константина Константиновича Романов, исследователя древнерусского зодчества, с внесёнными позже изменениями земского инженера Ричарда Робертовича Эргле. 9 (22) января 1916 построенная церковь была освящена во имя святого благоверного великого князя Александра Невского.

### Советский период
В 1918 году в имении Григорово был образован совхоз «Григорово», который позже будет переименован в совхоз «Ульяново» в честь В. И. Ленина.
В 1922 году на базе семинарии открыт зооветеринарный техникум, который был преобразован в сельскохозяйственный техникум.
Великая Отечественная война
|                 |
| 1941—1942 года. |
|                 |

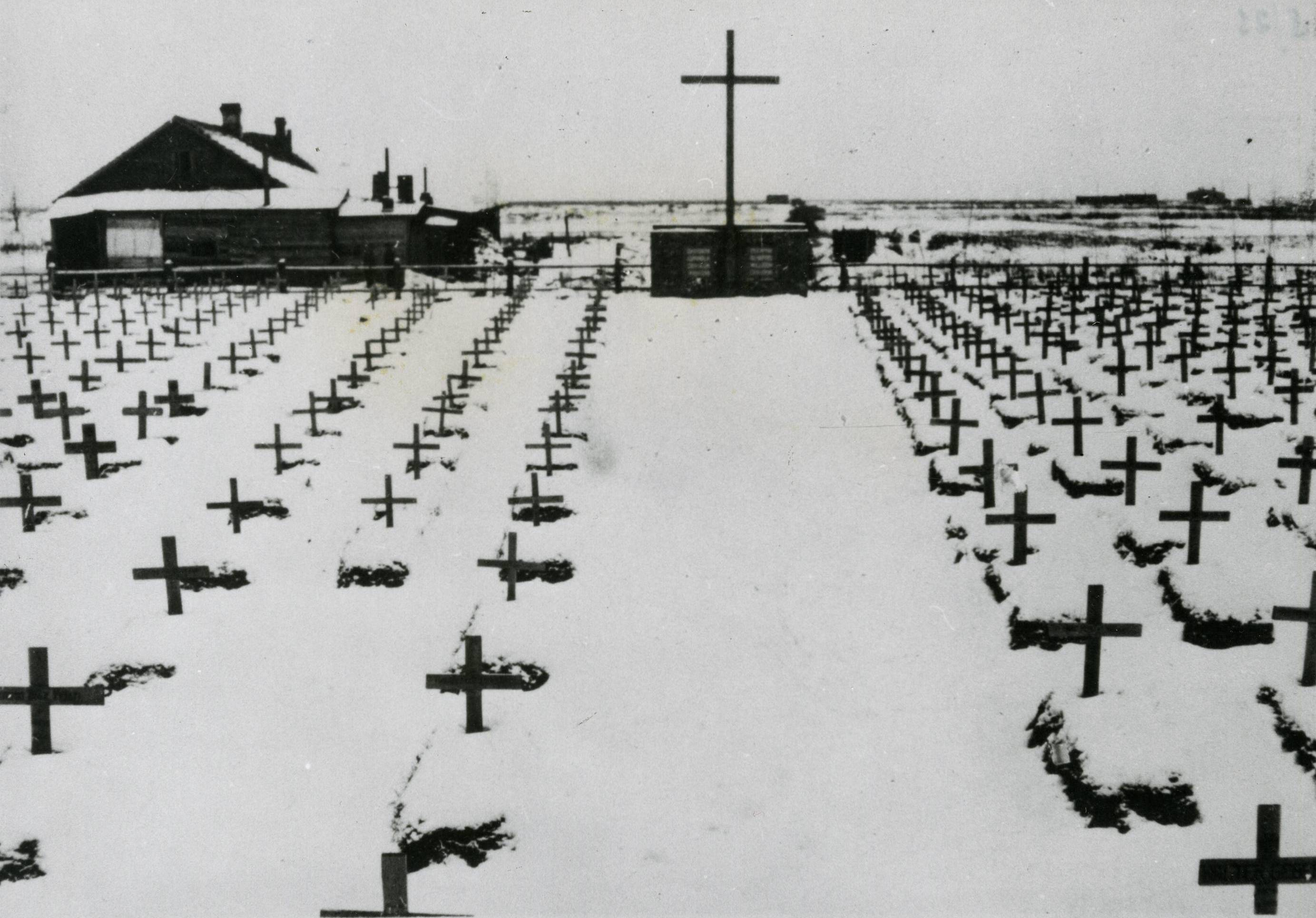
Кладбище испанской дивизии. 1941 год

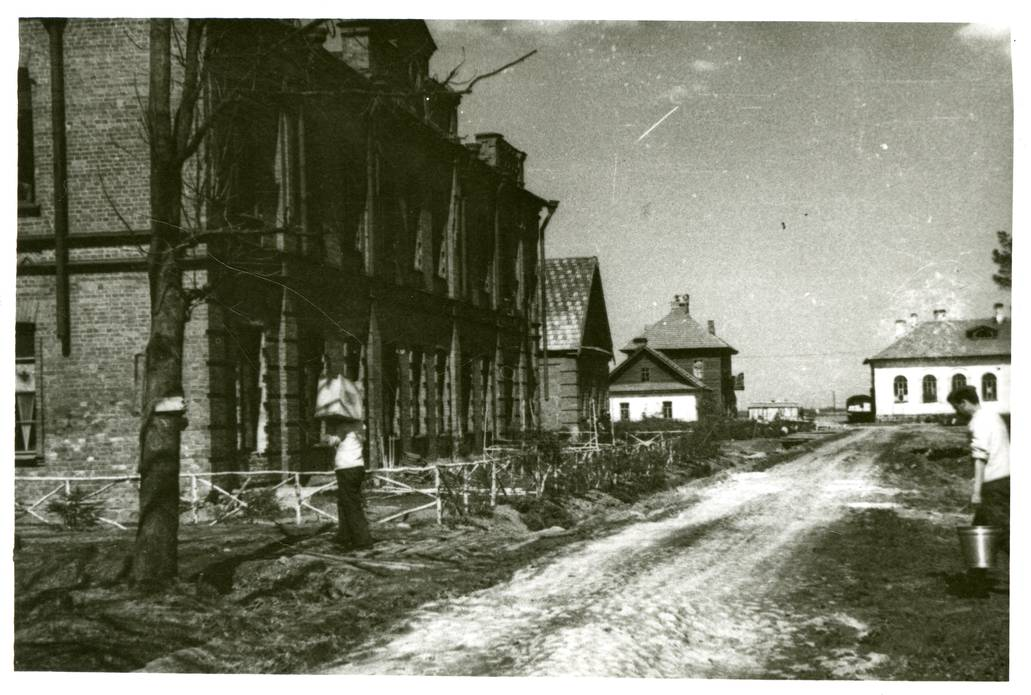
Григорово. Постройки бывшей учительской семинарии. 1941—1942 года.

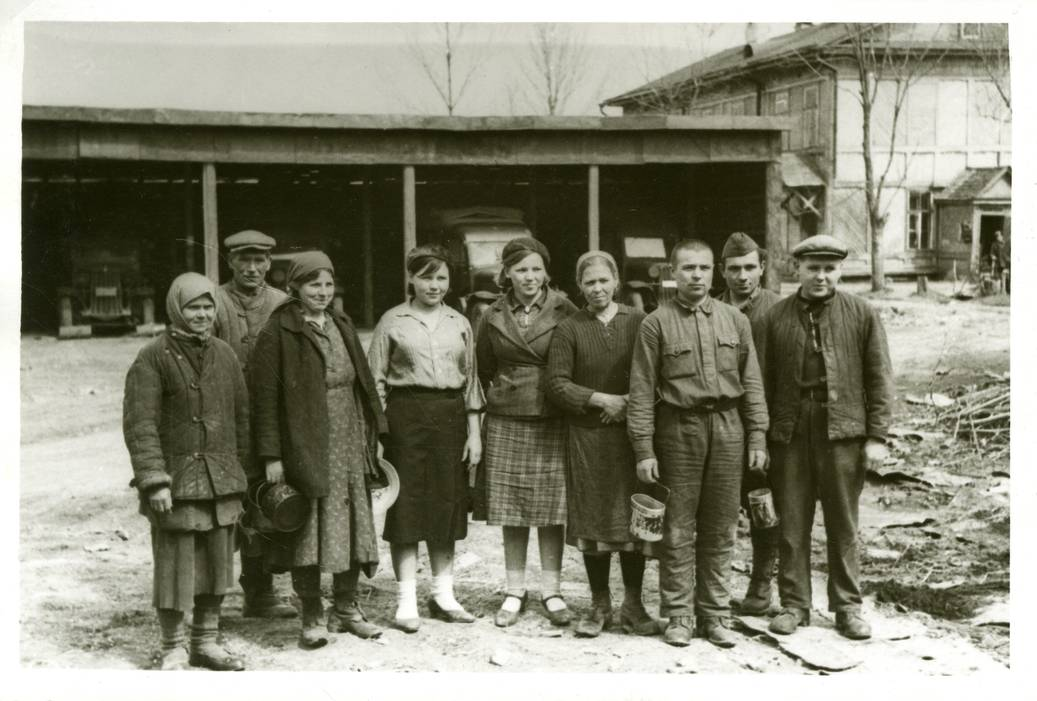
Жители деревни Григорово. 1941—1942 года.

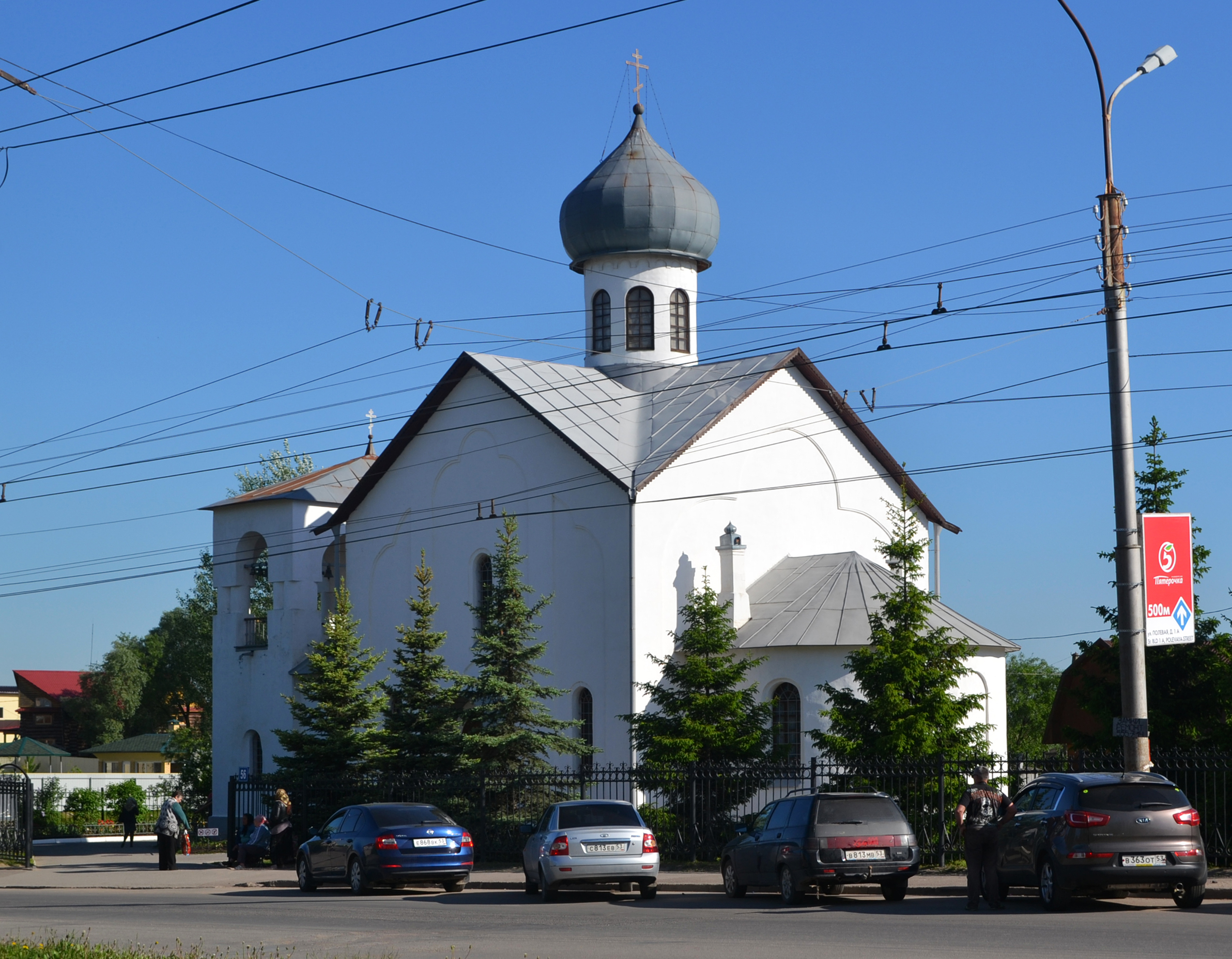
Церковь Александра Невского построенная при Григоровской учительской семинарии

В августе 1941 года, в самом начале Великой Отечественной войны, Григорово было оккупировано гитлеровскими войсками. В деревне Григорово немцами был организован лагерь для военнопленных. 11 октября, на 10 месяцев, в Григорово обосновалась испанская «Голубая дивизия» (исп. División Azul), здесь находился штаб генерала Муньоса Грандеса. В зданиях бывшей мужской учительской семинарии расположился госпиталь. Погибших хоронили недалеко от госпиталя, рядом со зданием бывшего детского приюта. Согласно плану госпитального кладбища, оно насчитывало более 400 захоронений. С 1942 года, после отвода испанцев, здесь были разные немецкие части. С 1943 года в районе Григорово дислоцировалась 1-я авиаполевая дивизия. Осенью 1943 года на железнодорожную станцию Григорово доставлялись принудительно выселенные жители Новгорода и его районов и затем эшелонами отправлялись в Прибалтику
В середине января 1944 года в ходе Новгородско-Лужской наступательной операции ударная группа войск Волховского фронта, объединённая в составе 59-й армии под командованием  Ивана Терентьевича Коровникова, начала боевые действия по освобождению Новгорода.
Утром 19 января 1944 года 1254-й стрелковый полк 378-й стрелковой дивизии 14-го стрелкового корпуса при поддержке танков обошёл противника северо-западнее Сырково и вышел по направлению Григорово.
Из боевого донесения командующего войсками Волховского фронта № 20/00385/ВПУ штаба в Ставку ВГКО о положении войск от 20 января 1944 года:

«20 января, продолжая наступление, войска Волховского фронта стремительным ударом с севера и юга завершили окружение Новгородской группировки противника и штурмом овладели городом Новгород. Продолжается уничтожение разрозненных групп пехоты противника, окруженных в лесах западнее Новгород. Ликвидация этой группировки противника подходит к концу. В ходе боев в течение дня освобождены от противника следующие населенные пункты: Долгово, Колмово, Григорово, Кудрявцево, Деревеницы, Пулковская Слобода, Горынево и другие».

После ВОВ
С 1944 года началось восстановление совхоза «Ульяново». Уже к 1947 году совхоз впервые после войны получает прибыль, строятся свинарник и коровник. В деревню проводят электроснабжение, строятся личные дома, детский сад и общественная баня.
Указом Президиума Верховного Совета РСФСР от 30 ноября 1965 года часть деревни Григорово была передана в состав Новгорода. Таким образом, левобережная часть деревни Григорово становится частью Западного района города.
В 1968 году организован Новгородский совхоз-техникум им. 50-летия ВЛКСМ на базе Новгородского сельскохозяйственного техникума, его учебно-производственного хозяйства и совхоза «Ульяново»; в 1996 году зарегистрирован как государственное образовательное учреждение совхоз-техникум «Новгородский».

### Постсоветский период
В 1999 году совхоз в Григорово перестал существовать.
17 января 2005 года областным законом № 400-ОЗ «Об установлении границ муниципальных образований, входящих в состав территории Новгородского муниципального района, наделении их статусом городских и сельских поселений и определении административных центров» деревня Григорово стала административным центром Григоровского сельского поселения. В этом статусе деревня пробыла до 1 апреля 2014 года, когда областным законом № 533-ОЗ  Григоровское сельское поселение было упразднено.

## Население
| Название населённого пункта                        | Число жилых строений                   | Число жителей                          | Число жителей                          | Число жителей                          |
| Название населённого пункта                        | Число жилых строений                   | Мужчин                                 | Женщин                                 | Всего                                  |
| II Стан. Никольская волость (1884 год)             | II Стан. Никольская волость (1884 год) | II Стан. Никольская волость (1884 год) | II Стан. Никольская волость (1884 год) | II Стан. Никольская волость (1884 год) |
| -------------------------------------------------- | -------------------------------------- | -------------------------------------- | -------------------------------------- | -------------------------------------- |
| сельцо Яковлево (Григорово)                        | 25                                     | 59                                     | 48                                     | 107                                    |
| III Стан. Троицкая волость (1907 год)              |                                        |                                        |                                        |                                        |
| Григорово (сельцо Яковлево)(сиротский приют)       | 1                                      | 18                                     | 22                                     | 40                                     |
| Григорово (сельцо Яковлево)(учительская семинария) | 8                                      | 16                                     | 21                                     | 37                                     |
| Григорово (сельцо Яковлево)(ферма)(ус.)            | 8                                      | 25                                     | 16                                     | 41                                     |
| сельцо Яковлево (Григорово)(дер.)                  | 48                                     | 69                                     | 74                                     | 143                                    |

| 2002 | 2010  | 2021  |
| ---- | ----- | ----- |
| 2394 | ↗3330 | ↗4881 |

## Предприятия и торговля
На территории Григорово находится несколько магазинов: универмаг «Колос», имевший популярность в 80—90 гг. XX века, «Магнит», «Пятёрочка», «Эконом», «Градусы».
Промышленных предприятий на территории поселения нет.

## Образование
В здании, где находилось образцовое начальное училище (школа) при учительской семинарии Новгородского губернского земства (в те времена оно было одноэтажным, два этажа были надстроены в 1950-х годах), расположено муниципальное автономное общеобразовательное учреждение «Григоровская основная общеобразовательная школа».
В Григорово в 1947 году был открыт детский сад, ныне муниципальное автономное дошкольное образовательное учреждение № 12 «Детский сад комбинированного вида».

## Связь

### Отделения связи
На территории Григорово по адресу ул. Центральная д.17а расположено Отделение Почты России «Великий Новгород 18», почтовый индекс — 173018.

### Операторы сотовой связи
- «МегаФон»
- «Мобильные ТелеСистемы»
- «Билайн»
- «Tele2 Россия»
- «Yota»
- «Скай Линк»

## Медицина
Григоровская медицинская амбулатория до 2023 года располагалась по правую сторону при въезде в Григорово в старинном доме помещицы Григоровой. В феврале 2023 года в рамках проекта «Модернизации первичного звена здравоохранения Новгородской области» открылись два новых модульных корпуса: детский ФАП и взрослый Центр общей врачебной практики.

## Транспорт
В деревню проходят три городских автобусных (№№ 1,11,22) маршрута. От Григорово до центра Новгорода можно добраться за 20 минут на автобусе № 11.
В 1 км от Григорово расположена станция Новгород-Лужский, откуда отправляются пригородные поезда до Луги и ст. Батецкая.

## Карты
| Сельцо Яковлева (Фрагмент карты древнего Великого Новгорода с его окольностями..., как они были в последней четверти 18 века.) | Имение Григорово (Фрагмент карты Новгородской губернии. Издание 1912 года. По данным 1850-1890 гг.) | Деревня Григорово (Фрагмент карты OpenStreetMap) |

| Деревня Григорово 2025 год |

## Люди, связанные с Григорово
- Ковалёва, Анна Васильевна — российская гимнастка, заслуженный мастер спорта, родилась в Григорово 18 января 1983 года.
- Анисимов Александр Иванович (1877—1937) — известный реставратор, историк древнерусского искусства, профессор Московского университета, активный член Новгородского общества любителей древности. В 1904—1916 годах преподавал в Новгородской мужской учительской семинарии. По приглашению А.И. Анисимова в Новгородской мужской учительской семинарии выступали с лекциями: Спицын, Александр Андреевич – профессор Петербургского университета, член-корреспондент Академии наук СССР и Греков, Борис Дмитриевич – крупнейший советский историк, академик, член Новгородского общества любителей древности.
- Анисимов Иван Никифорович (1879—1942) — преподавал в Новгородской мужской учительской семинарии пение и музыку с марта 1902 года по июль 1916 года, руководил оркестром семинарии, устраивал концерты. Три его сына, родившиеся в Новгороде (Григорово) стали профессиональными музыкантами:
- Анисимов, Борис Иванович (1907—1997) — тромбонист, дирижёр, композитор и музыкальный педагог, народный артист РСФСР.
- Анисимов, Александр Иванович (1905—1987) — советский музыкант, хоровой дирижёр, профессор, заслуженный деятель искусств РСФСР.
- Анисимов, Виктор Иванович (1908—1987) — музыкант контрабасист и певец; работал в Михайловском и Мариинском театрах; с 1949 года по 1976 год — солист-концертмейстер группы контрабасов в Большом театре Москвы. Пел в оперной студии Ленинградской консерватории до 1941 года.